# Tchórznica Włościańska
Tchórznica Włościańska [txuʐˈnit͡sa vwɔɕˈt͡ɕaɲska] est un village polonais de la gmina de Sabnie dans le powiat de Sokołów et dans la voïvodie de Mazovie, au centre-est de la Pologne.